# Евсуг (река)
Евсуг (Евсюг, Йовсуг, Явсюга, от крымскотат. ev — «дом, домашний» и крымскотат. suv — «река, вода») — река в Беловодском, Новоайдарском и Станично-Луганском районах Луганской области, левый приток Северского Донца (бассейн Дона).
Длина 82 км, площадь бассейна 1190 км². Берёт начало на север от села Евсуг на южных склонах Среднерусской возвышенности. Долина трапециевидная, асимметричная, ширина 3-3,5 км. Пойма двусторонняя, шириной 100—150 м. В верхнем течении ширина русла до 2,5 м, в среднем — до 8 м, в нижнем течении русло сужается до 4 м. Глубины соответственно 0,7 м, 1,2 м и 1 м. Уклон реки 0,93 м/км. Питание преимущественно снеговое. Ледостав с декабря до середины марта. Имеет левый приток — Ковсуг.
Гидрологический пост у пгт Петропавловка (с 1957 года). Сооружено водохранилище и пруды. Используют для орошения. В бассейне реки осуществляются водоохранные лесонасаждения, русло отрегулировано на протяжении более 14 км.